# Polaris Industries
Polaris Industries é uma indústria que fabrica quadriciclos e snowmobiles, com sede em Medina, no estado de Minnesota. A empresa também fabrica motocicletas através da sua subsidiaria Victory Motorcycles.
No final de 2005, a  Polaris anunciou que iria comprar uma parte da KTM Motocicletas. Através desta fusão, desenvolveu quadriciclos esportivos que utilizam a motores da KTM 525 e KTM 450, que fizeram grande sucesso no circuíto ATVcorrida ATV circuito.
Em 2008 começou apoio Polaris H-Bomb filmes freestyle / que equipa A Bomb Squad. Juntamente com a Bomb Squad, Polaris também patrocina a sua própria equipe, que tem todos os pilotos GNCC, Worcs, WPSA, e ITP QuadCross série.
Polaris apresenta o RZR-o primeiro buggy capaz de rebocar e acelerar mais rapidamente.
No dia 19 de abril de 2011, a Polaris Industries anunciou a compra da famosa marca de motocicletas Indian Motorcycle.As motocicletas passaram a ser produzidas na unidade de produção da Polaris Industries em Spirit Lake, Iowa

No Brasil seus produtos são importados através da subsidiária da marca sediada em Indaiatuba,  São Paulo. no mesmo local ficam todas as peças e acessórios bem como local de treinamento para a Rede de Concessionárias local.